# Mostachi
Mostachi war ein venetianisches Volumenmaß für Flüssigkeiten, insbesondere ein Weinmaß.
- 1 Mostachi = 598 Pariser Kubikzoll[1] = 1186,1928 Kubikzentimeter
- 1 Botta = 38 Mostachi
- 1 Bigoncia = 4 Quarti = 16 Sechie = 19 Mostachi (bei Branntwein  waren es 14 Sechie)[2]